# Floricica, Cantemir
Floricica este un sat din cadrul comunei Enichioi, din raionul Cantemir, Republica Moldova.

## Demografie

### Structura etnică
Structura etnică a localității conform recensământului populației din 2004:
| Grup etnic                    | Populație | % Procentaj |
| ----------------------------- | --------- | ----------- |
| Băștinași declarați Moldoveni | 248       | 97,64%      |
| Găgăuzi                       | 4         | 1,57%       |
| Bulgari                       | 1         | 0,39%       |
| Ruși                          | 1         | 0,39%       |
| Total                         | 254       |             |